# Kliszczijiwka
Kliszczijiwka (ukr. Кліщіївка) – wieś na Ukrainie, w obwodzie donieckim, w rejonie bachmuckim, w hromadzie Bachmut. W 2001 liczyła 512 mieszkańców, wśród których 435 wskazało jako ojczysty język ukraiński, 75 rosyjski, 1 mołdawski, a 1 inny. Wieś została całkowicie zniszczona na skutek masowej inwazji rosyjskiej. Obecnie wioska jest niezamieszkana, podobnie jak ocalałe domy.

## Wojna rosyjsko-ukraińska
Podczas rosyjskiego ataku na Bachmut zdobycie wsi 20 stycznia 2023 roku pozwoliło siłom rosyjskim wyjść na wzgórza na południowy zachód od miasta. Zdobycie tych wzgórz pozwoliło podejść pod wieś Krasne, co groziło odcięciu ukraińskiego garnizonu w mieście. Przez wiele miesięcy walk Rosjanie nie byli w stanie przebić się przez ukraińskie linie obronny. Między 9 a 12 maja 2023 Siłom Zbrojnym Ukrainy udało się skutecznie kontratakować i zbliżyć się do wsi.
13 maja 2023 ukraińska artyleria dokonała udanego ataku na punkt dowodzenia w Kliszczijewce. Zginął dowódca 4. Samodzielnej Brygady Strzelców Zmotoryzowanych, pułkownik Wiaczesław Makarow, nie wymieniony z nazwiska szef sztabu wyżej wymienionej brygady oraz zastępca 2 Korpusu Amii (dawnej DRL/ŁRL) do spraw polityczno-wojskowych pułkownik Jewgienij Browko.